# Luboš Kalouda
Luboš Kalouda (Brno, 20 maggio 1987) è un calciatore ceco, centrocampista dello 1. FC Slovácko.

## Carriera

### Club

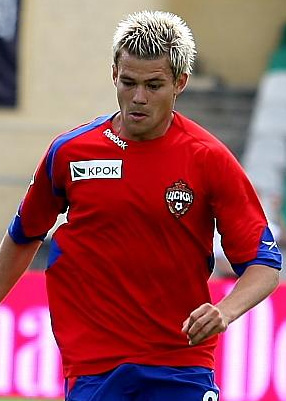
Kalouda con la maglia del CSKA Mosca

Cresciuto nel FC Brno, debutta in prima squadra nella stagione 2006/07, nel quale gioca 8 gare. Nel 2008 firma un contratto di cinque anni con il CSKA Mosca, squadra della Prem'er-Liga russa.
Nel 2008 vince la Coppa di Russia (anche se non gioca la finale contro il Rubin Kazan) con i Koni. Viene ceduto in prestito nel corso del 2009 ai cechi dello Sparta Praga. A Praga gioca da titolare la rimanente stagione da gennaio (15 incontri), riuscendo a far trionfare la sua nuova squadra in campionato nella lotta scudetto decisa all'ultima giornata proprio a favore dei granata contro Football Club Baník Ostrava, Jablonec 97 e FK Teplice.

### Nazionale
È stato membro della Nazionale ceca Under 20 che ha vinto la medaglia d'argento nel 2007 ai Mondiali FIFA U-20. In questa competizione ha segnato tre gol (contro la Corea del Nord, Panama e Spagna) ed è stato uno dei migliori giocatori della squadra ceca. Grazie alle sue grandi prestazioni nell'autunno del 2007, è stato chiamato anche dalla Nazionale maggiore nel gennaio 2008.

## Palmarès

### Club

#### C0mpetizioni nazionali
- Coppa di Russia: 1

CSKA Mosca: 2008
- Campionato ceco: 1

Sparta Praga: 2009-2010
- Coppa della Repubblica Ceca: 1

Slovácko: 2021-2022